# جان الیوت گاردینر
سِر جان الیوت گاردینر (به انگلیسی: John Eliot Gardiner)‏ (۲۰ آوریل ۱۹۴۳ – ) موسیقی‌دان، رهبر ارکستر، کارگردان اپرا، و نوازندهٔ ویولن اهل انگلستان است. او از سال ۱۹۶۴ تاکنون مشغول فعالیت بوده‌است. تمرکزِ گاردینر بر اجرای آثار یوهان سباستیان باخ و برخی دیگر از آهنگ‌سازان دورهٔ باروک است. همچنین، او همهٔ سمفونی‌های بتهوون را رهبری و اجرا کرده‌است.
گاردینر عضو افتخاریِ آکادمی سلطنتی موسیقی انگلستان است. او تاکنون برندهٔ جوایز متعدد، ازجمله جایزهٔ گرَمی (۱۹۹۴)، شده‌است.